# 프리그

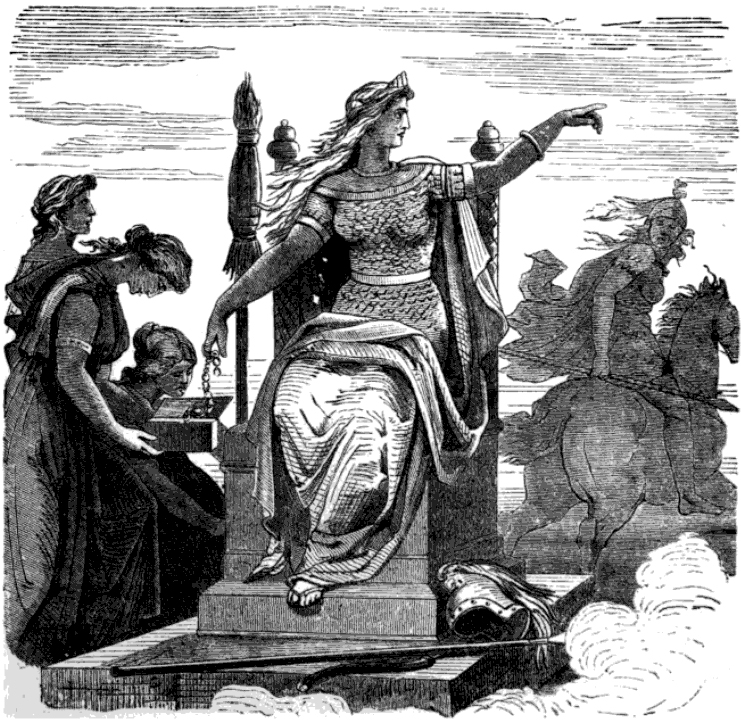
프리그

프리그(Frigg)는 북유럽 신화에 나오는 신들의 여왕으로 아스 신족에 속한다. 오딘의 아내이자 발드르의 어머니로, 결혼·가정·출산·풍요를 주관한다. 흔히 실을 잣는 모습이나 어린아이를 안고 있는 모습으로 그려진다. 오늘날의 Friday(금요일)는 프리그의 이름에서 유래하였는데, ‘프리그의 날’이라는 뜻을 갖고 있다.
그녀는 행운을 예언하지는 않지만 다가올 운명을 잘 알고 있다. 아들 발드르에게 위험이 닥치는 꿈을 꾸고 나서, 그녀는 모든 창조물들로부터 발드르에게 해를 끼치지 않겠다는 약속을 받아냈으나, 작은 겨우살이 나무만은 빠뜨리고 말았다. 결국 발드르는 그 겨우살이 나무에 의해 죽고 만다. 하지만 라그나로크 이후에 발드르가 재림한다는 것 역시 알고 있었기에 프리그는 발드르의 죽음을 받아들인다. 그렇다고 해서 프리그가 소극적인 신이란 건 아니다. 그녀는 미래를 알고 있지만 미래에 영향을 미칠 힘은 갖고 있지 않기 때문이다.
프리그는 종종 11명의 시녀들을 거느리고 금색의 실을 물레로 짜서 형형색색의 솜을 만들기도 하는데, 그것이 바로 구름이다.